# Ptychadena cooperi
Ptychadena cooperi és una espècie de granota que viu a Etiòpia.
Està amenaçada d'extinció per la pèrdua del seu hàbitat natural.